# Paul Lauterbur
Paul Christian Lauterbur (ur. 6 maja 1929 w Sidney, Ohio, zm. 27 marca 2007 w Urbana, Illinois) – amerykański chemik, laureat Nagrody Nobla w dziedzinie medycyny w 2003 roku za wykorzystanie rezonansu magnetycznego w medycynie, razem z Brytyjczykiem Peterem Mansfieldem.
W 1984 roku został uhonorowany przyznaniem nagrody Laskera w dziedzinie badań klinicznych.
W 1988 roku Uniwersytet Jagielloński nadał mu doktorat honoris causa.
W 1994 roku został odznaczony Nagrodą Kioto w dziedzinie zaawansowanych technologii.